# Plaza de las Glorias Catalanas
La plaza de las Glorias Catalanas, a menudo referida como plaza de las Glorias o simplemente Glorias (en el nomenclátor oficial en catalán: plaça de les Glòries Catalanes), es una plaza de Barcelona, España.
Se encuentra en el distrito de San Martín, en el límite con el Ensanche, y en ella confluyen tres de los ejes más importantes de la ciudad: la avenida Diagonal, la Gran Vía de las Cortes Catalanas y la avenida Meridiana.

## Historia

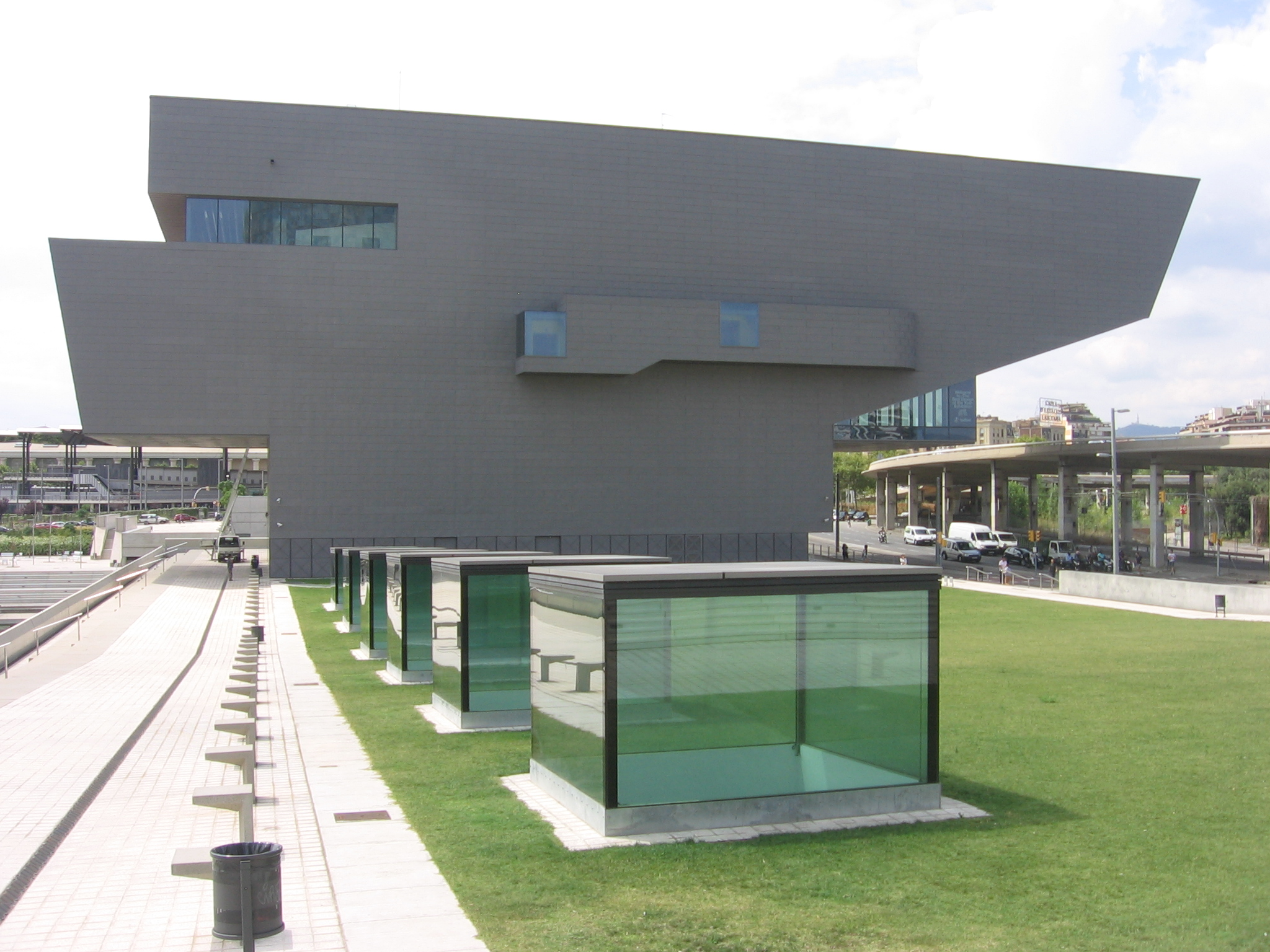
Museo del Diseño de Barcelona

Inicialmente, Ildefonso Cerdá, dentro de su plan, concibió la plaza como uno de los grandes centros Barcelona, donde confluyen tres de los ejes más importantes: la avenida Diagonal, la Gran Vía de las Cortes Catalanas y la avenida Meridiana.
La ordenación anterior de la plaza corresponde a un proyecto que se llevó a cabo entre 1990 y 1992, obra de los arquitectos Andreu Arriola, Gaspar García, Joan Mas y Artur Juanmartí, con el asesoramiento del ingeniero aeronáutico Adolf Monclús. La reforma significó mejorar la red viaria, creando unos viaductos —que le dieron el aspecto que popularmente fue bautizado como el tambor— y dejando un parque en el espacio interior, donde se encontraba un conjunto escultórico de doce losas que evocaban los momentos gloriosos de la historia de Cataluña: El arte románico, La arquitectura gótica, El Consulado de Mar, El derecho catalán, Paz y tregua, La masía y la tierra, La industrialización, Aportación a la ciencia y la técnica, La Renaixença, El Modernismo, La lucha por la libertad y El restablecimiento del autogobierno.
Al lado de la plaza se ubica habitualmente el trasladado y remodelado Mercado de Bellcaire o Encantes viejos, desde 1928, con más de 500 comerciantes.

### Remodelación

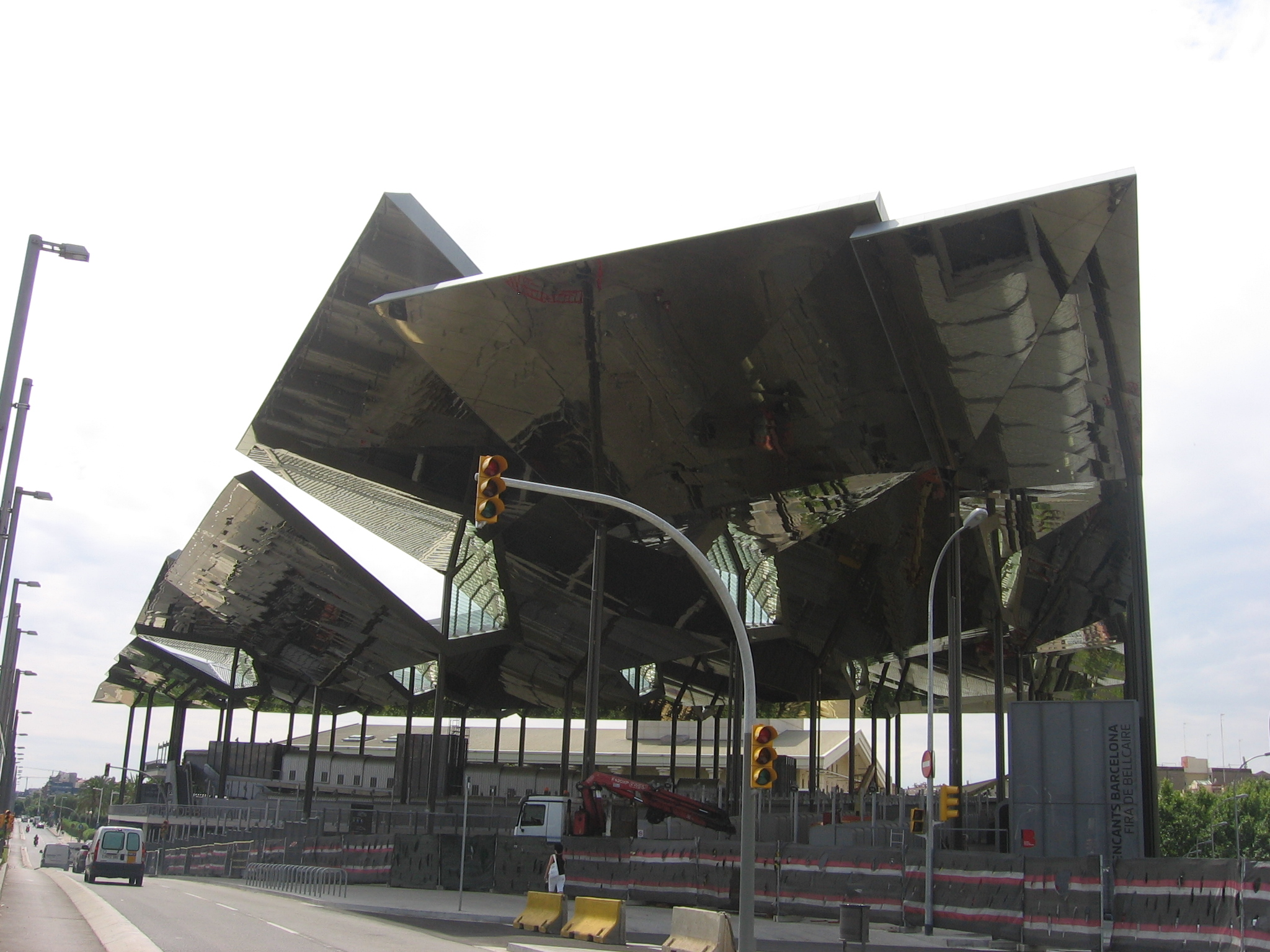
Els Encants (Feria de Bellcaire)

Actualmente la plaza se encuentra en pleno proceso de transformación y su finalización está prevista para el año 2024. La remodelación total de la plaza implicó la urbanización de una parcela anexa donde se ubica el Museo del Diseño de Barcelona. El proyecto implicará la soterración de la Gran Vía, que cruza la plaza, así como de la Diagonal, y permitirá también la prolongación del Tram a lo largo de la avenida Diagonal. Dicha transformación está guiada por Arquitectes per l'arquitectura. Por otro lado, se ha trasladado la ubicación de los Encantes (Feria de Bellcaire) a la zona comprendida entre la avenida Meridiana y la calle Castillejos, donde antes estuvo el Jardín del «Bosquet dels Encants». El nuevo mercado tiene una superficie de 33 306 m², y se ubica bajo una gran marquesina de diseño vanguardista que lo protege, un poco, de las inclemencias del tiempo. Obra de Fermín Vázquez.
El 6 de abril de 2019 se inauguró la primera fase del nuevo parque de las Glorias con la apertura del anillo central del parque, una superficie de 20 400 m² dominada por el Gran Claro, una gran explanada de césped de 1,1 hectáreas ubicada donde el antiguo nudo viario. Junto a este espacio central se han situado diversos espacios vegetales, un espacio lúdico para juegos infantiles, un área para perros y una zona deportiva. Las obras tuvieron una duración de un año, con una inversión de 17,2 millones de euros. La segunda fase fue inaugurada el 26 de abril de 2025, con una superficie de 4,3 h, que incluyen 9000 m² de zona verde.